# Szaki (wodospad)
Szaki (orm. Շաքիի ջրվեժ) – wodospad w południowej części Armenii. Ma wysokość 18 m, co czyni go trzecim najwyższym tego typu obiektem kraju po wodospadach Kasagh i Dżermuk. Rzeką zasilającą jest Szaki. Znajduje się w pobliżu wsi Szaki, około 3 km na północny zachód od wypoczynkowego miasta Sisjan w prowincji Sjunik.
Wodospad tworzy głęboki wąwóz, na zboczach którego są jaskinie i nisze skalne. Położony jest na obszarze chronionym. W pobliżu znajdują się pozostałości osadnictwa z paleolitu.
Wodospad cieszył się popularnością wśród turystów do lat 90., kiedy to w pobliżu zbudowano małą elektrownię wodną, do której przekierowano część wody zasilającej wodospad. W 2017 rząd Armenii zadecydował, że przynajmniej w sezonie turystycznym przez większość dnia woda będzie w pełni przepływać przez wodospad. Obecnie znów jest atrakcją turystyczną i odwiedzany także przez turystów spoza Armenii.
Do wodospadu prowadzi szlak turystyczny o długości 1,8 km rozpoczynający się przy drodze krajowej H44. Maksymalna ilość wody przepływa przez wodospad w godzinach 11:00–19:00 pomiędzy 1 maja a 30 września oraz od 11:00 do 17:00 pomiędzy 15 marca a 30 kwietnia i 1 października a 15 listopada.

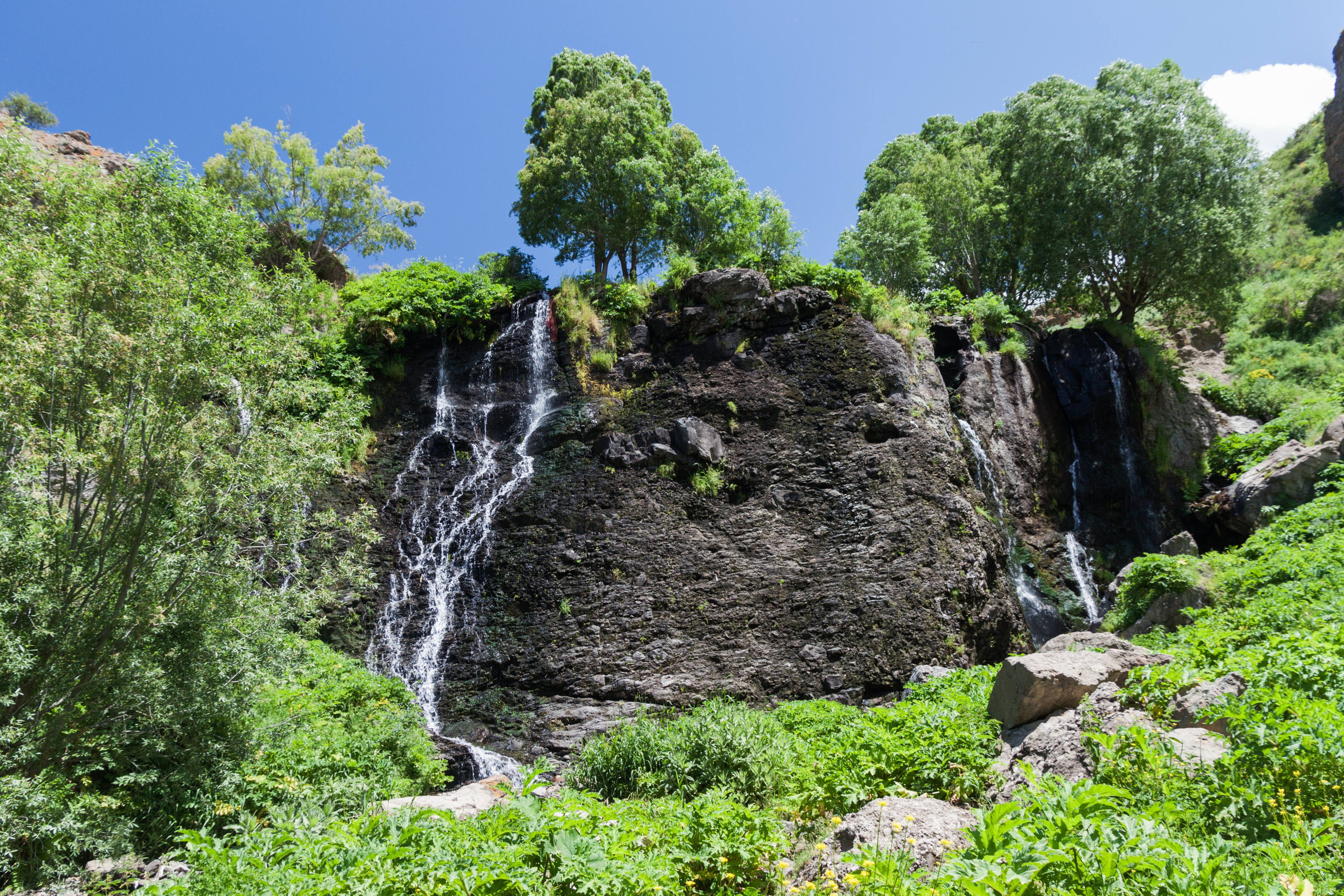
Wodospad w czasie poboru wody przez elektrownię.
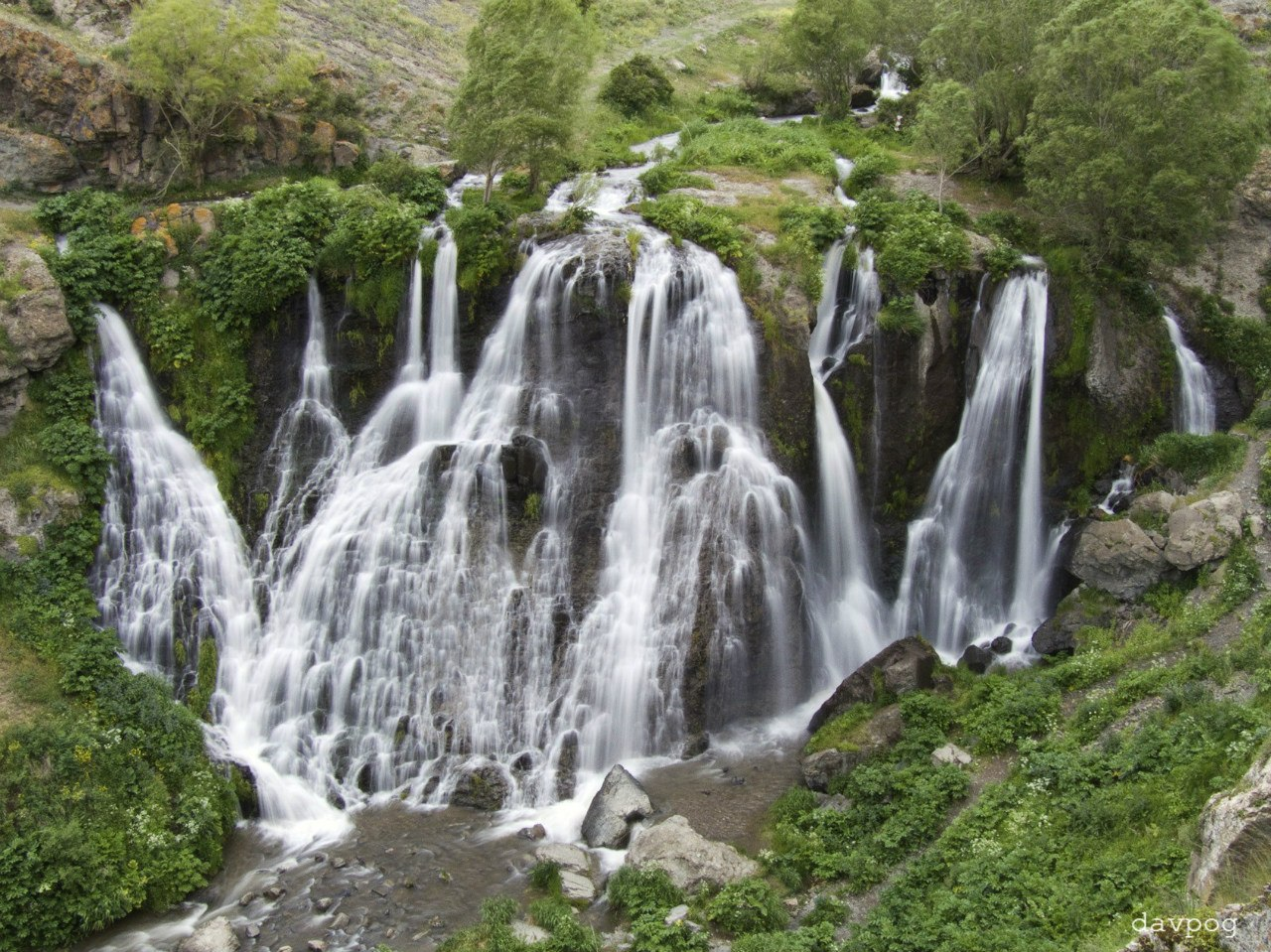
Pełny przepływ wody przez wodospad.
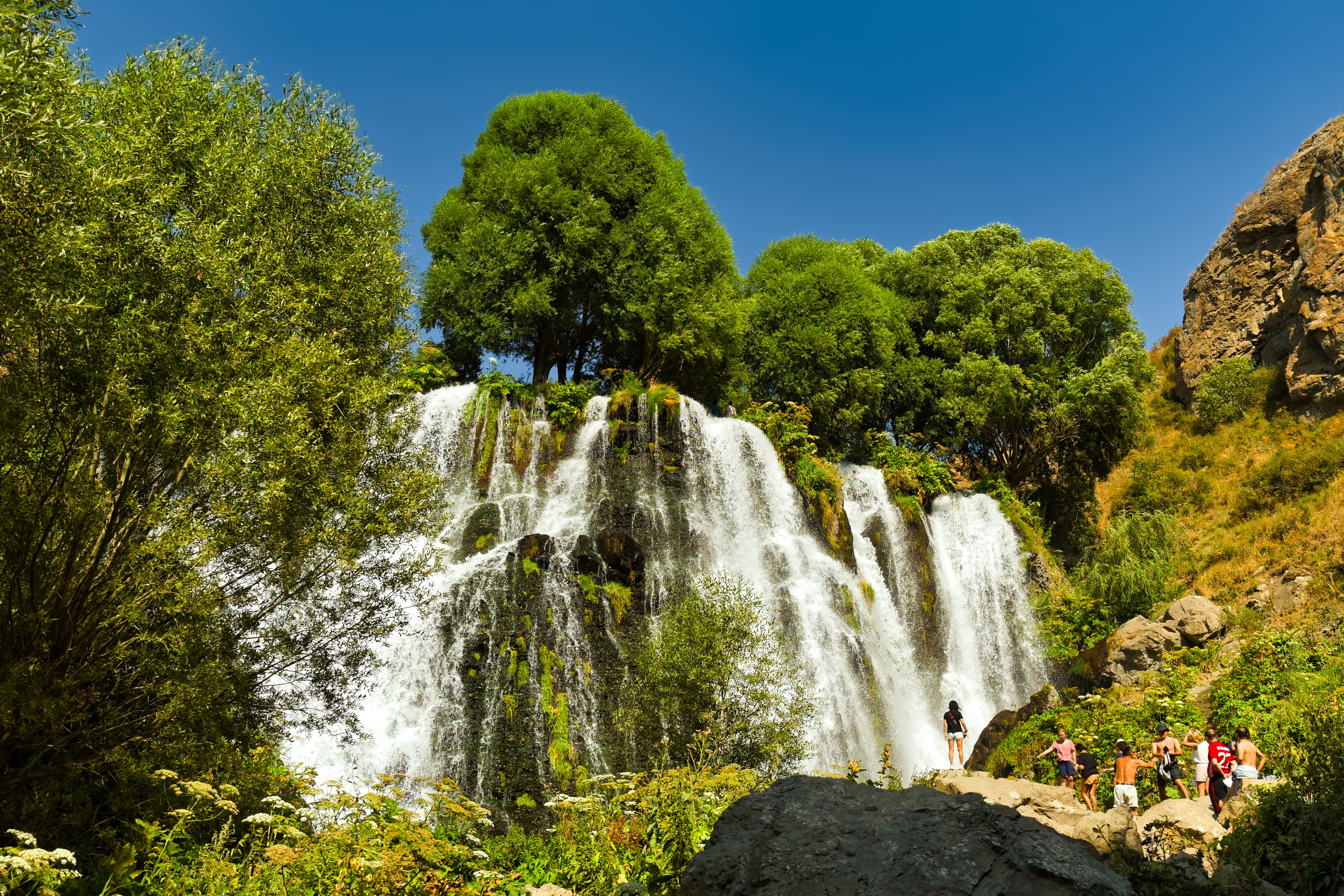
Turyści pod wodospadem.
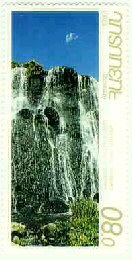
Znaczek pocztowy z wodospadem Szaki.